# El tambor del Bruch (película de 1948)
El tambor del Bruch es una película española de género histórico estrenada en 1948, dirigida por Ignacio Iquino y protagonizada en los papeles principales por Ana Mariscal, Carlos Agostí, José Nieto y Juan de Landa.
Se trata de la primera versión cinematográfica de la leyenda histórica del Tambor del Bruch.

## Sinopsis
En plena Guerra de la Independencia Española, Blas es acusado de colaborar con el ejército francés, provocando que la gente del pueblo lo tache de traidor. Poco a poco, y sin el quererlo, se verá envuelto en la causa rebelde por la independencia. Primero, ayudando a Montserrat a liberar a su padre, que se halla prisionero de los franceses y después, uniéndose a la causa en la Batalla del Bruch.

## Reparto
- Ana Mariscal como	Monserrat Raventós
- Carlos Agostí como Blas
- José Nieto como Enric Torelló
- Juan de Landa como Tomás
- Rafael Luis Calvo como Coronel Carotte
- Jorge Greiner como Teniente Richard
- Jorge Morales
- Eugenio Testa
- Modesto Cid como Alcalde
- María Victoria Durá como Mujer del posadero
- Carlos Ronda como Defensor de Blas
- Fernando Sancho
- Ricardo Valle